# Should've Said No
"Should've Said No" je pjesma američke country kantautorice Taylor Swift. Pjesma je objavljena kao peti i posljednji singl s albuma Taylor Swift 19. svibnja 2008. godine izdanju diskografske kuće Big Machine Records. Pjesmu je napisala Taylor Swift, a producent je Nathan Chapman.

## Uspjeh pjesme
Pjesma se plasirala na 33. poziciji američke ljestvice singlova Billboard i 67. poziciji kanadske ljestvice singlova Canadian Hot 100. "Should've Said No" je prva pjesma Taylor Swift koja se plasirala na ljestvici RIANZ Top 40 Singles Chart na 18. poziciji. Pjesma je dobila platinastu certifikaciju od Recording Industry Association of Americae s prodanih milijun primjeraka u SAD-u.

## Popis pjesama
Digitalno preuzimanje
1. "Should've Said No" - 4:06

## Ljestvice
| Ljestvice (2008.)     | Najviša pozicija |
| --------------------- | ---------------- |
| Kanada                | 67               |
| Novi Zeland           | 18               |
| SAD Billboard Hot 100 | 33               |
| SAD Hot Country Songs | 1                |
| SAD Pop Songs         | 61               |